# جايسون كروبر
جايسون كروبر (بالإنجليزية: Jason Cropper)‏ هو موسيقي وعازف قيثارة أمريكي، ولد في 27 يونيو 1971 في أوكلاند في الولايات المتحدة.

## وصلات خارجية
- جايسون كروبر على موقع ميوزك برينز (الإنجليزية)
- جايسون كروبر على موقع ديسكوغز (الإنجليزية)